# 筒井一
筒井 一（1970年12月7日—）是出生於日本東京的畫家及設計師。现在，他是「TSUTSUIHAJIME × HYOUZAEMON 」「TSUTSUIHAJIME × L' HOMOS 」「NINITA 」的流行设计师。

## 活动

### 织品 / 流行设计
- 衣服和装饰：NINITA （2003‐）  （页面存档备份，存于）
- 和服：早乙女太一的衣服设计　(2004‐)
- 内衣：「TSUTSUI HAJIMExL' HOMOS 」（2009‐） （页面存档备份，存于）

### 赛车设计
- NASCAR Indy500  赛车设计 : 是否「Yokoso!Japan 」哪边是日本的国营观光组织的「日本观光的」宣传活动的一部份订立预测 。小组所有者是服部茂章 （页面存档备份，存于）。

### 日本的传统的设计作品
- 筷子（2009‐）
  - 为了 全日本空輸株式会社（ANA ）限定飞机内销售的筷子的作品。(2009)
  - 明仁天皇和美智子皇后使用的筷子的作品。（2009）
- 軍配 : 木村堅治郎（行司 ；相扑审判人员）的 軍配 。「花美绘無 – Hana ha Utsukusisugite E ni dekinai 」（花不太也美丽的手段画了图画）。

### 人物设计
- KIMITOMO ：他出版了「KIMITOMO- 世界是您的」的这种题的新闻书。（2010‐） （页面存档备份，存于）

### 映像
- 墨西哥全部地点的「幻貝紫色（紫色的贝壳的神话）」。（2005‐）
- YouTube的正式的频道 :「Cameracamenfilms 」（2007‐）

### 其他
- 美术讲师「Medaka 的 学校(Medaka no Gakkou)」（东京大学重病院的里面)（2002‐）
- 电影表演 :「2 banme no kanojyo（第 2 顺位的女朋友）」监督：大森美香（2004） （页面存档备份，存于）
- Yahoo!Japan：他设计了背景照片 Yahoo SNS.
- 大塚愛 「火箭帆布鞋/One × Time」 CD夹克衣料品织品设计（2008）

### 餐馆商业
- “都会之森花园（Tokai no Mori Garden）” 产生（2000 － 2007）

## 奖项
- 世田谷美术馆展示会奖品 （2000）
- 艺术活动「dip」（荷兰）（2000）
- 日本艺术得奖 Holbein 2001  holbein 资助者奖（2001）
- 创造的照片摄影竞争  特别的陪审奖品（德国）（2002）
- 野生生物摄影师  读者奖品（西班牙）（2004）
- 日本郵政 DM 第 20 关节的伟大的得奖者  3 等级奖 （2006）

## 出版
- 出版早乙女太一照片集「13 ＜＝＞ 15 」（2008）
- 世界照片书「美しい人へ」（2009）
- 口信艺术书「KIMITOMO- 世界是您的」（2010）

## 外部連結
- 筒井一 公认的网页
- 筒井一 YOUTUBE 正式的频道 （页面存档备份，存于）
- TSUTSUI　HAJIME Official BLOG  （页面存档备份，存于）
- Cameracamen公认的网页
- HAJIME×L'HOMOS[永久]
- Ninita （页面存档备份，存于）
- 都会之森花园 (Tokai No Mori Garden) （页面存档备份，存于）
- TOKYO SAMURAI CHANCE
- Facebook : TOKYO SAMURAI CHANCE